# Diritti LGBT in Slovacchia

La Slovacchia nell'Unione Europea e in Europa

I diritti delle persone LGBT in Slovacchia non sono gli stessi delle persone eterosessuali. Anche se al giorno d'oggi in Slovacchia si è ancora discriminati per via dell'orientamento sessuale, le leggi che trattano i diritti della comunità LGBT sono in fase di sviluppo.
L'omosessualità è legale nel paese, ma le coppie formate da individui dello stesso sesso non hanno a disposizione le stesse tutele di quelle formate da un uomo e una donna.
Al 2024 la Slovacchia è uno dei 5 paesi appartenenti all'Unione Europea a non avere alcuna legge sulle unioni civili o sulle coppie di fatto assieme a Polonia, Bulgaria, Lituania e Romania.

## Leggi relative all'omosessualità
L'attività sessuale tra persone dello stesso sesso è stata legalizzata nel 1962.
L'età del consenso è stata parificata con l'età eterosessuale nel 1990.

## Tutele per le coppie omosessuali
Il 4 giugno 2014 il parlamento del paese ha approvato un emendamento costituzionale per vietare il matrimonio egualitario, con 102 voti a favore e 18 voti contrari.

## Leggi contro la discriminazione
Nel 2004 è stata adottata una legge antidiscriminazione, nel quale si applicano i protocolli dell'Unione europea in materia di lotta contro la discriminazione nei suoi stati membri. La legge, ampliata nel 2008, rende illegale discriminare sulla base dell'orientamento sessuale in una vasta gamma di settori, tra cui l'occupazione, l'istruzione, l'abitazione, l'assistenza sociale e la fornitura di beni e servizi.
Nel maggio 2013, il codice penale è stato modificato per includere l'orientamento sessuale tra i motivi dei crimini di odio, consentendo un aumento della sanzione nel caso in cui un reato è motivato dall'omofobia .

## Opinione pubblica
Un sondaggio di Pew Global Attitudes Project del 2007 ha rivelato che il 66% degli slovacchi crede che l'omosessualità debba essere accettata dalla società.
Un sondaggio dell'Unione europea mostra che il 19% degli slovacchi supporta il matrimonio egualitario, tuttavia, un'indagine più recente mostra che più del 50,4% degli slovacchi sarebbe favorevole all'istituzione dell'unione civile.

## Tabella riassuntiva
| Attività e relazioni sessuali legali                                                                          | (dal 1962)                                       |
| Parità dell'età di consenso                                                                                   | (dal 1990)                                       |
| Leggi anti-discriminazione sul lavoro                                                                         | (dal 2004)                                       |
| Leggi anti-discriminazione nella fornitura di beni e servizi                                                  | (dal 2008)                                       |
| Leggi anti-discriminazione in tutti gli altri settori (inclusa discriminazione diretta ed espressioni d'odio) | (dal 2013)                                       |
| Matrimonio egualitario                                                                                        | (incostituzionale dal 2014)                      |
| Unione civile                                                                                                 | No                                               |
| Adozione del figlio del partner per coppie omosessuali                                                        | No                                               |
| Adozione congiunta da parte delle coppie omosessuali                                                          | No                                               |
| Autorizzazione a prestare servizio nelle forze armate                                                         | Si                                               |
| Diritto di cambiare legalmente sesso                                                                          | Si                                               |
| Accesso alla fecondazione in vitro per le coppie lesbiche                                                     | No                                               |
| Maternità surrogata per le coppie omosessuali maschili                                                        | No                                               |
| Permessa la donazione di sangue da parte di uomini omosessuali                                                | (con almeno 12 mesi tra una donazione e l'altra) |